# Орфанов, Михаил Иванович
Михаил Иванович Орфанов (1848—1884) — русский писатель-беллетрист.

## Биография
Родился на Кавказе 11 января 1848 года (по некоторым — в 1847 году) в семье Ивана Ивановича Орфанова (1810—1876), происходившего из Владимирской губернии, который после окончания Московской медико-хирургической академии в 1836 году начал службу на Кавказе, и Софьи Михайловны Орфановой (1825—1912).
Обучался на юридическом факультете Санкт-Петербургского университета. Участвовал в революционных действиях, с 1866 года по постановлению Московской следственной комиссии по делу от 4 апреля 1866 года находился под надзором по месту жительства в Санкт-Петербурге. Затем в течение десяти лет служил судебным следователем в Сибири. Был также писателем, работал под псевдонимом «Мишла», помещал свои работы в «Отечественных Записках», «Русских Ведомостях» и «Русском Курьере».
Умер 4 сентября 1884 года в Москве. Похоронен на Ваганьковском кладбище под одним надгробным памятником с писателями-шестидесятниками XIX века А. И. Левитовым и М. А. Вороновым (участок 23).

## Семья
- Сестра — Анна Ивановна, в замужестве — Суворина (1858—1936), вторая жена Алексея Сергеевича Суворина;
- Сестра — Софья Ивановна, в замужестве — Мамышева, жена Василия Семёновича Мамышева;
- Сестра — Мария Ивановна, в замужестве — Коломнина, первая жена Алексея Петровича Коломнина.